# Логор у баракама на Сави
Логор у баракама на Сави или  Концентрациони логор на Сави био је један од три нацистичка логора у Шапцу, и један од многобројних логора које су у систему концентрационих логора широм Србије основале немачке окупационе снаге 1941. Био је смештен у војне бараке на простору око Старог града, а састојао се од шест барака, управне зграде, зграде за магацине, радионице и кухиње. Физички је био обезбеђен; са спољне стране оградом од два реда бодљикаве жице, а са унутрашње стражарским местима и са неколико стражарских кула осматрачница.
Логор у баракама на Сави, према размерама терора и броју мртвих, је након Логора на Сајмишту, Логора на Бањици и Логора на Црвеном крсту у Нишу, био четврти логор на територији немачке окупационе зоне у Србији, у коме је Комисија за утврђивање злочина окупатора и његових помагача пописала именом и презименом преко 2.500 жртава.

## Улога и значај логора у Шапцу
Окупација нацистичке Немачке заснивала се на терору као једном од начина владања, поробљеним земљама при чему је застрашивање масовним и појединачним, јавним и, много више, тајним егзекуцијама и одвођењем у непознато било главни инструмент. Један од основних ефеката ових мера, према Хитлеровој наредби од 7. децембра 1941. године (познатој под именом „Ноћ и магла”) и Кајтеловој разради ове наредбе исте године, требало је да буде застрашивање, све до депортације у Немачку и смртне казне, како стоји записано у тим мерама:
| „ | Ефикасно и трајно застрашивање може се постићи само смртним казнама или мерама које припаднике и становништво држе у неизвесности о судбини извршилаца кривичних дела. У ту сврху треба применити и отпремања у Немачку. | ” |

Интернирање у шабачке логоре великих група људи од којих се мањи број враћао, имало је изузетно јак психолошки учинак на становништво Шапца, Мачве и Подриња. Само постојање логора и могућност одвожења у њих, због било какве кривице, као и могућност да се при томе врло лако изгуби живот, поразно су деловали на грађане Шапца и његове шире околине.
Иако су за нека од најмасовнијих стрељања у Мачви и суседном Срему у јесен 1941. била у Бенској Бари (где је живот изгубило око 1.100 људи),   у шуми Шицари код Кленка, на левој обали Саве, наспрам Шапца, (које је однело око 1.200 живота), у Засавици (са близу 900 однетих живота Јевреја и Рома), у селу Драгинцу и Јадру (где је побијено нашто мање од 3.000 сељака тог краја),  ипак је највећи број егзекуција у наредних 3,5 година окупације у Шапцу извршаван у самом логору на Сави или његовом окружењу.
Могућност губљења живота у немачким одмаздама или упућивања у друге логоре деловала је поразно како на индивидуално-психолошком (на саме заточенике логора и њихове породице), тако и на колективно-психолошком нивоу (на целокупно становништво Мачве и шире), нарочито после неуспелог напада на Шабац на Малу Госпојину 21. септембра 1941, када се у овом граду одржава традиционални вашар, јединице Подрињског, Посавског и Ваљевског НОП одреда, дела војно-четничког одреда Мартиновић-Зечевић, четничког одреда Будимира Илића-Церског и Церског четничког одреда, након кога је следила масовна одмазда и терор над становништвом Подриња, Мачве и Посавине. 
Одмазда и терор почела је прво „чишћењем” Шапца од мушког становништва старости 14—70 година који су заточени у логор организован северно од Саве. Сви становници који су пружали отпор или су учествовали у борби као и сви мушкарце у чијим се становима је пронађено оружје или је из њих пуцано су стрељани.
| „ | Прикупљени мушкарци100 спроведени су на поље Михајловац, место где се одржавао вашар. Ту су се већ налазили Јевреји, мушкарци и жене, доведени из логора на Сави. Како се простор вашаришта Штабу немачког 698. пука учинио неподесним за сабирни логор, заточеници су пребачени на леву обалу Саве, наспрам Старог града. Пре преласка реке издвојене су Јеврејке и враћене у логор на Сави. На сремској обали, у сабирном логору код Кленка, провели су ухапшеници две ноћи. У колони по пет, потерани су 26. септембра ка Јарку, удаљеном око 20 километара. Пре покрета отпуштени су дечаци од 14 и 15 година, док су преостали натерани да трчећим кораком крену путем Јарка. У Крвавом маршу од последица мучења, исцрпљености и бахатости Немаца и усташа, страдало је око 120 људи. На крају села Јарка, лево од пута Шабац-Рума, једна пољана ограђена је бодљикавом жицом и омеђена кулама осматрачницама. Ту су, до 30. септембра, држани измучени Шапчани. | ” |

Последњег дана септембра дошло је до новог покрета: из логора у Јарку када су затвореници пребачени у Шабац, у ново постављени концентрациони логор, који је по наређењу Врховног заповедника Србије, генерала Франца Беме успостављен у шабачкој јужној касарни.

## Врста логора, оснивање и број заточеника
Овај, трећи логор у Шапцу, по својој структури разликовао се од оног у Окружном затвору и Сењачког, јер је више одговарао концентрационом логору. 
И овај нацистички логор, који је постојао све време окупације у Шапцу, основала је  20. јула 1941. године немачка војска, пре свега са циљем да се затвореници држе у заточеништву као таоци за стрељање из одмазде, а касније и за упућивање у друге логоре у Србији и Немачкој.
Кроз логор је током његовог постојања прошло око 30.000 Срба, становника Мачве.

## Управа логора
Управу логора чинили су немачки војници, који су заједно са фолксдојчерима давали стражу, све док исту 1943. и 1944. нису преузели припадници Руског заштитног корпуса (белогардејци обучени у немачке униформе), а једно краће време и домаћи квислинзи.
Почетком 1942. када се припремала ликвидација логора Сењак, око логора на Сави постављена су два реда бодљикавих жица, и неколико осматрачница, које су изградили Босанци пре њиховог премештања из логора на Сењаку у овај логор.

## Размештај и инфраструктура
Логор је био смештен у старим бившим војним баракама југословенске војске, на десној обали Саве на простору око „Старог града” (тврђаве старе преко 500 година из доба Османлија). Инфраструктура логора која се састојала се од шест барака, насупрот којих су се налазиле: управна зграда, зграде за магацине, радионице и кухиње, била је размештена у троуглу који се граничио са североистока Савом, са североистока касарнама у којима су биле смештене Немачке јединице, а са југа речицом Камичак и друмом који је водио ка градској кланици. 
Бараке су биле дугачке 45 а широке 10 метара. Свака је имала два главна улаза (северозападни и југозападни), и по две велике собе у које се улазило из мањег предворја, са обе стране бараке. У заједничким собама повремено је боравило и до 70 заточеника.
Логор је био оивичен са три стране: источно узаним клином између Камичка и Саве, а са треће касарнама немачке војске. Споља је био опасан прво са једним а потом са два реда бодљикаве жице. У кругу логора било је неколико кула осматрачница.

## Почетак рада и живот у логору
Логор почео је са радом, када су 20. јула 1941. похапшени Јевреји из Шапца, који су њему остали до краја јануара 1942. године. Чланови Кладовског транспорта од јула, а од краја августа и домаћи Јевреји (мушкарци, жене и деца), нешто више од хиљаду, били су први заточеници логора на Сави, и били до краја јануара 1942. једини становници.
На Михољдан 12. октобра 1941. сви мушкарци из логора одведени су у мачванско село Засавицу и тамо су стрељани, а остатак (жене и деца), пребачен је у логор на Сајмишту јануара 1942.
После Јевреја, нацисти су у логор у првој половини 1942. дотерали неколико стотина ухапшених Срба из Босне, а онда су почели да пристижу Срби из целог Подриња, Ваљева, Ужица и других места. У јануару месецу 1942. стигло је у логор и неколико стотина равногораца из формације Јездимира Дангића. 
До априла месеца већина заробљених је стрељана или интернирана, а мањи број је пуштен кућама. Тако да је у мају 1942. логор остао полупразан.
У периоду од пролећа 1942. до пролећа 1943, у логору на Сави највише је било Срба који нису испунили обавезе у давању жита и стоке окупатору, као и они који су похапшени за принудни рад. Логор је поново почео да се масовно пуни у пролеће 1943, довођењем припадника и симпатизера народноослободилачког и равногорског покрета.
Све до краја рата, наизменично су довођени и одвођени припадници обеју формација (партизани и четници), да би их после тортуре интернирали или стрељали.

## Последња година логора
Почетком 1944. окупатор је извршио нова масовна хапшења сарадника HOП-a, када је за неколико дана ухапшено преко 200 Подрињаца. Највећи део убрзо је интерниран преко Бањице у Немачку.
Последњи затвореници из логора упућени су на Бањицу 19. септембра 1944. године, а остали су пуштени кућама. Тог датума логор је званично престао да постоји.

## Последице
За време трајања Другог светског рата кроз шабачке логора прошло је око 30 000 затвореника. 
Крајем септембра, приликом стрељања:
- у Бенској Бари, живот је изгубило око 1.100 људи,
- У шуми Шицари код Кленка (лева обала Саве, наспрам Шапца) живот је изгубило око 1.200 људи.

Октобра месеца:
- У Засавици, стрељано је близу 900 Јевреја и Рома,
- У селу Драгинцу, у Јадру, побијено је нашто мање од 3.000 сељака тог краја.

Поред ових масовних уморстава, Немци су вршили и убиства мањих и већих група људи у самом логору или на другим стратиштима, до укупна цифре до затварања логора која износи око 2.500 заточеника.